# Christopher Gorham
Christopher Gorham (Fresno, California; 14 de agosto de 1974) es un actor estadounidense. Es más conocido por su trabajo en televisión, en particular por interpretar a Henry Grubstick en la serie de comedia dramática de ABC Ugly Betty, a Auggie Anderson en la serie de acción dramática Covert Affairs, a Bob Barnard en la serie de comedia dramática negra Insatiable, a Harrison John en la serie de comedia dramática adolescente de The WB Popular, a Henry Dunn en la serie limitada de slasher Harper's Island y a Trevor Elliott en la serie dramática legal The Lincoln Lawyer.
Gorham también formó parte del reparto principal de varias series de televisión que fueron canceladas durante o después de su primera temporada, como las series de ciencia ficción Odyssey 5 y Jake 2.0, la serie dramática médica Medical Investigation y la comedia de situación Out of Practice.
En el cine, fue la voz de Barry Allen / The Flash en el Universo Cinematográfico Animado de DC a partir de Justice League: War (2014) y terminando con Justice League Dark: Apokolips War (2020).

## Biografía
Gorham nació en Fresno (California), hijo de David Gorham, contable público titulado, y Cathryn Gorham, enfermera escolar. Estudió en la Roosevelt School of the Arts y se licenció en Teatro por la UCLA en 1996. Durante sus estudios universitarios practicó numerosos deportes, como artes marciales, combate escénico, esgrima, patinaje sobre ruedas y bailes de salón.

## Trayectoria
Su primer trabajo en el mundo de la interpretación fue como becario en Baywatch (1989). Gorham ha aparecido en varias series de televisión de ciencia ficción, desde un papel protagonista en Odisea 5 hasta el personaje principal de Jake 2.0. También tuvo papeles en Party of Five, Felicity y Without Without Trace. También ha actuado en películas, como The Other Side of Heaven (2001), coprotagonizada por Anne Hathaway.
Gorham interpretó a Harrison John en la serie de la WB Popular y al Dr. Miles McCabe en el drama de la NBC Medical Investigation. Protagonizó la breve serie de la CBS Out of Practice. También fue el protagonista de la película original de ABC Family Relative Chaos.
Tres años después del final de Jake 2.0, Gorham tuvo un papel recurrente como Henry Grubstick en la nueva serie de Silvio Horta, Ugly Betty, e interpretó al principal interés amoroso de la heroína de la serie, Betty Suárez (interpretada por America Ferrera). Por su papel, Gorham fue nominado al Screen Actors Guild Award a la mejor interpretación de un conjunto en una serie de comedia y se unió al reparto a tiempo completo para la segunda temporada de la serie. En julio de 2008 abandonó la serie, pero regresó para la tercera temporada y también para el final de la cuarta. En 2009 protagonizó la miniserie de la CBS Harper's Island, en la que los personajes eran asesinados cada semana hasta que se descubría al asesino. También interpretó a Bobby en 2 Broke Girls.
Ha participado en series de televisión como Odyssey 5, Felicity o Buffy, cazavampiros y como protagonista de Jake 2.0, Medical Investigation o Ugly Betty. En The Magicians que interpretó al senador John Gaines en la segunda temporada de la serie. También ha actuado en películas como The Other Side of Heaven (2001) junto a Anne Hathaway; Gone, un viaje que no olvidarás (2007) y Covert Affairs.
Desde el 13 de julio de 2010 hasta el 18 de diciembre de 2014, Gorham interpretó a la agente de operaciones especiales ciego Auggie Anderson en Covert Affairs, dirigiendo al personaje principal, una agente de la CIA en prácticas interpretada por Piper Perabo, en su nuevo trabajo. La serie tuvo un gran éxito para USA Network, prolongándose durante cinco temporadas. La serie fue cancelada en enero de 2015. BuddyTV clasificó a Gorham en quinto lugar en su lista de "Los hombres más sexys de la televisión de 2011".
En 2014 Gorham reapareció en la mitad posterior de la tercera temporada de Once Upon a Time como Walsh, el Mago de Oz. Interpretó al fiscal Bob Barnard en la serie de Netflix Insatiable que se estrenó el 10 de agosto de 2018.
El 25 de marzo de 2021, se anunció que Gorham había sido elegido para interpretar a Trevor Elliot, el cliente acusado de Mickey Haller en la serie de Netflix The Lincoln Lawyer con Manuel García-Rulfo como Mickey Haller.
Gorham también es la voz de Barry Allen / Flash en el Universo Cinematográfico Animado de DC, comenzando con Justice League: War (2014) y concluyendo con Justice League Dark: Apokolips War (2020).

## Vida personal
Gorham está casado con su ex coprotagonista de Popular, Anel López Gorham, con quien tiene tres hijos: Lucas (2001), Ethan (2003) y Alondra Cecilia López (2009).
Su hijo Lucas fue diagnosticado con síndrome de Asperger y Gorham se ha convertido en un defensor de la conciencia del autismo: "No pienso en él como mi hijo con Asperger. Pienso en él como mi hijo. No está equivocado. No está roto. Es quien es. Nosotros, como sus padres, vamos a hacer todo lo posible -como hacemos con todos nuestros hijos- para darle la mejor oportunidad de tener la mejor vida que pueda."

## Filmografía
- Buffy, cazavampiros (1998)
- Don Quijote (1999, película)
- Felicity (serie 4.ª temporada)
- Popular (serie 1999-2001)

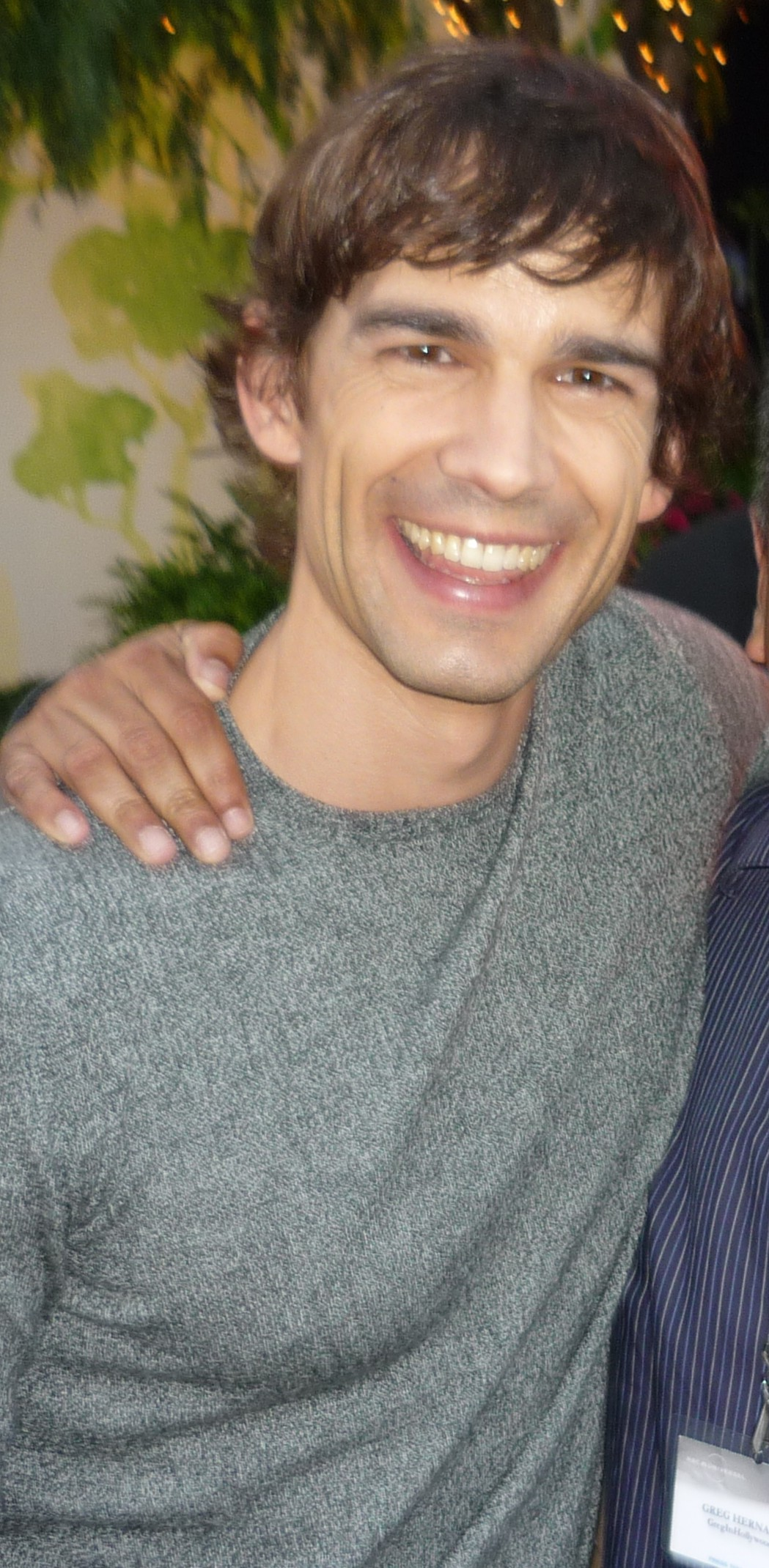
Christopher Gorham en Showtime's 2010 Summer TCA.

- A Life Less Ordinary (1997, película)
- The Other Side of Heaven (2001, película junto a Anne Hathaway)
- Odissey 5 (2002, película)
- Jake 2.0 (2003, como Jake - serie de televisión)
- Medical Investigation (2004, serie - como el Dr. Miles McCabe)
- Gone, un viaje que no olvidarás (2007, película)
- My Girlfriend's Boyfriend (2010)
- Ugly Betty (Henry Grubstick, serie 2006 hasta el final de la 3.ª temporada)
- Harper's Island (2008)
- Covert Affairs (2010, como Auggie Anderson en la serie)
- Answer this! (2011)
- Once Upon A Time (serie 3.ª temporada 2014, como Walsh)
- The Magicians (serie de televisión en la que interpretó al senador 2017)
- Insatiable (2018-presente) como Bob Barnard